# Phoenix (Carpark North-album)
 For alternative betydninger, se Phoenix. (Se også artikler, som begynder med Phoenix)
Phoenix er det fjerde studiealbum fra den danske rockgruppe Carpark North, der udkom den 27. januar 2014 på Copenhagen Records og Universal Music. Det er gruppens første studiealbum med originalt materiale siden Grateful (2008), og deres første albumudgivelse siden det internationale debutalbum, Lost (2010). Første single fra Phoenix, "Army of Open Arms" udkom den 22. april 2013. Den 9. september 2013 udkom andensinglen, "32" der er en duet med Alphabeat-sangerinden Stine Bramsen.
Albummets titel referer til Føniksfuglen, der er et symbol på genfødsel. Sangene handler ifølge forsanger Lau Højen om "egne erfaringer med tidspunkter i livet, hvor man skal prøve at komme videre eller starte forfra. Men der er også sange, der er inspireret af folk, som vi bare synes er blevet for satte, og trænger til et spark bagi." Albummet er Carpark Norths første der er produceret af gruppen selv.

## Singler
"Army of Open Arms" udkom som albummets første single den 22. april 2013. Sangen indeholder et kor bestående af fans fra gruppens koncerter på forskellige festivaler i sommeren 2012. "Army of Open Arms" debuterede på en 25. plads på download-hitlisten.
Den 9. september 2013 udkom andensinglen "32", der er en duet med sangerinden Stine Bramsen fra popgruppen Alphabeat. Det er første gang Carpark North benytter sig af en gæstesolist. I forbindelse med udgivelsen af musikvideoen, udtalte forsanger Lau Højen om "32": "Det eneste, vi ved med sikkerhed omkring livet er, at vi er her på lånt tid. Så det er op til os selv at tage ansvar for den tid, vi så får. Det [musikvideoens afslutning] er mere et billede på, at vi alle bliver sendt af sted med et mål i livet. Enten et, vil selv sætter eller er udvalgt til. Forløsningen kommer, når vi opfylder det mål og den drøm. Men det kan kræve nogle svære og tunge valg at gå efter drømmen. Og mange af disse valg må man tage alene." "32" blev et stort download- og radiohit. I marts 2014 modtog singlen platin for 1,8 millioner streams, og i maj guld for 15.000 downloads.
"Renegade" udkom som albummets tredje single i februar 2014.
Den 26. maj 2014 udkommer "You're My Fire" (featuring Nik & Jay) som albummets fjerde single.

## Anmeldelser
Henning Høeg fra BT gav albummet fire ud af seks stjerner. Han komplimenterede forsanger Lau Højens vokal, og skrev: "Og igen er det lykkedes gutterne at brygge nogle iørefaldende og effektive sange sammen - Sange, der vil ramme plet på samtlige sommerfestivaler." Han kritiserede samarbejdet med Nik & Jay ("You're My Fire") for at være "forceret", og fremhævede samarbejdet med Stine Bramsen på "32". Gaffas anmelder Michael Jose Gonzalez gav Phoenix tre ud af seks stjerner og skrev: "Lau Højens lette vokal står stadig i mærkbar kontrast til bandets ellers muskuløse musiceren, og der er ingen berøringsangst med klichéerne på hverken tekst- eller musiksiden. Vi får serveret lyriske ligegyldigheder som blandt andet "looking at my clock, tick tock" – og nu vi er ved mangelfuld lyrik, så fungerer bandets samarbejde med ingen ringere end Nik & Jay vist kun, hvis man er hardcore tilhænger af begge foretagender." I sin anmeldelse for Politiken gav Simon Lund albummet to ud af seks hjerter, og kritiserede Carpark North for deres "ensidige fokus på konstant at overvælde lytteren" med "den tomt buldrende lyd og spinkle vokal".

## Spor
| #   | Titel                                          | Tekst                                                        | Musik                             | Producer(e)                 | Længde |
| --- | ---------------------------------------------- | ------------------------------------------------------------ | --------------------------------- | --------------------------- | ------ |
| 1.  | "Intro"                                        | Carpark North                                                | Carpark North                     | Carpark North               | 1:03   |
| 2.  | "Phoenix"                                      | Carpark North                                                | Carpark North                     | Carpark North               | 3:01   |
| 3.  | "32" (featuring Stine Bramsen)                 | Carpark North, Gino Yonan                                    | Carpark North                     | Carpark North               | 4:10   |
| 4.  | "Renegade"                                     | Carpark North, Thomas Stengaard                              | Carpark North, Stengaard          | Carpark North, Stengaard[a] | 3:36   |
| 5.  | "Just Like Me" (featuring Søren Dahl Jeppesen) | Carpark North                                                | Carpark North                     | Carpark North               | 4:05   |
| 6.  | "You're My Fire" (featuring Nik & Jay)         | Carpark North, Niclas Genkel Petersen, Jannik Brandt Thomsen | Carpark North, Petersen, Thomsen  | Carpark North               | 4:14   |
| 7.  | "Better Off Alone"                             | Carpark North, Stengaard                                     | Carpark North, Stengaard, Grizzly | Carpark North, Stengaard[a] | 3:57   |
| 8.  | "I Walk On"                                    | Carpark North, Yonan                                         | Carpark North                     | Carpark North               | 5:47   |
| 9.  | "Copenhagen"                                   | Carpark North, Stengaard                                     | Carpark North, Stengaard          | Carpark North, Stengaard[a] | 4:02   |
| 10. | "Army of Open Arms"                            | Carpark North, Yonan                                         | Carpark North, Stengaard          | Carpark North               | 4:50   |
| 11. | "One to Breathe For"                           | Carpark North                                                | Carpark North                     | Carpark North               | 5:00   |
| 12. | "Brothers"                                     | Carpark North                                                | Carpark North                     | Carpark North               | 3:46   |

| 13. | "Home of Heartache"                     | 3:55 |
| 14. | "This Is Goodbye" (featuring Hedegaard) | 3:45 |
| 15. | "We Hold the Stars"                     | 3:45 |

| 1.  | "Phoenix"                                      | 4:05 |
| 2.  | "32" (featuring Sandra Nasic)                  | 4:10 |
| 3.  | "Renegade"                                     | 3:36 |
| 4.  | "Just Like Me" (featuring Søren Dahl Jeppesen) | 4:05 |
| 5.  | "You're My Fire" (featuring Nik & Jay)         | 4:14 |
| 6.  | "Home of Heartache"                            | 3:55 |
| 7.  | "Burn It"                                      | 3:31 |
| 8.  | "Everything Starts Again"                      | 4:32 |
| 9.  | "I Walk On"                                    | 5:47 |
| 10. | "We Hold the Stars"                            | 3:45 |
| 11. | "This Is Goodbye" (featuring Hedegaard)        | 3:45 |
| 12. | "Brothers"                                     | 3:46 |

- ↑[a] angiver co-producer

## Hitlister og certificeringer
| Hitliste (2014) | Højeste placering |
| --------------- | ----------------- |
| Danmark         | 4                 |

| Hitliste (2014) | Placering |
| --------------- | --------- |
| Danmark         | 32        |

| 2013                                                             | "Army of Open Arms"                    | 25 | — |                                        |
| 2013                                                             | "32" (featuring Stine Bramsen)         | 5  | 8 | - Guld (download) - Platin (streaming) |
| 2014                                                             | "Renegade"                             | 38 | — |                                        |
| 2014                                                             | "You're My Fire" (featuring Nik & Jay) | 22 | — |                                        |
| "—" markerer en udgivelse der ikke opnåede en hitlisteplacering. |                                        |    |   |                                        |